# Арби
Арби (фр. Arbis) насеље је и општина у југозападној Француској у региону Аквитанија, у департману Жиронда која припада префектури Langon.
По подацима из 2011. године у општини је живело 285 становника, а густина насељености је износила 32,61 становника/km². Општина се простире на површини од 8,74 km². Налази се на средњој надморској висини од 41 метар (максималној 107 m, а минималној 23 m).

## Демографија
| 1962. | 1968. | 1975. | 1982. | 1990. | 1999. | 2011. |
| ----- | ----- | ----- | ----- | ----- | ----- | ----- |
| 178   | 216   | 214   | 200   | 208   | 243   | 285   |

График промене броја становника у току последњих година